# Альфьери, Чезаре
Че́заре Альфье́ри, марки́з ди Состе́ньо (итал. Cesare Giustiniano Enrico Giuseppe Maria Teobaldo Alfieri di Sostegno; 13 августа 1799 — 16 апреля 1869) — итальянский государственный деятель и дипломат.

## Биография
Чезаре Альфьери принадлежал к тому же древнему патрицианскому роду пьемонтского города Асти, от которого произошел и поэт Витторио Альфьери.
Поступив рано в военную службу, он вскоре перешел на дипломатическое поприще и был поочередно секретарем при посольстве в Санкт-Петербурге, Берлине, Флоренции, до 1825 года в Париже, где отец его, Карл Эммануэль Альфьери, служил послом.
Когда Карл Альберт вступил на престол в 1831 году, он призвал Чезаре Альфьери к своему двору, где, связанный с Камилло Бенсо ди Кавуром и братьями д'Адзельо родственными узами, тот примкнул к их партии.
В 1842 году он вступил в основанное Кавуром и его последователями «Земледельческое общество Турина» (итал. Associazione agraria di Torino), центр социальных и политических сношений, и был затем его президентом.
Назначенный королём Карлом-Альбертом президентом комиссии о реформах, он сделал для этого дела очень много; ему принадлежат учреждение кафедр истории права, политической экономии, международного права, административного и т. п., а также дарование автономии университетам.
После поражения при Кустоцце 1848 году он был поставлен королём как ближайший советник по важнейшим государственным делам. Но здесь Альфьери нашел опасного соперника в Винченцо Джоберти, которому и должен был вскоре уступить, заняв опять место вице-президента в сенате Италии.
С 1856 по 1860 год он был председателем сената.
Маркиз ди Состеньо скончался 16 апреля 1869 года во Флоренции, где ему в церкви Санта-Кроче поставлена памятная доска.